# Đinh Lễ (Tây Hán)
Đinh Lễ là tướng lĩnh, khai quốc công thần nhà Tây Hán trong lịch sử Trung Quốc.

## Cuộc đời
Năm 209 TCN, Đinh Lễ ở huyện Đãng theo nghĩa quân Lưu Bang, được bổ nhiệm làm trung quyên, kỵ tùng, cho thấy Đinh Lễ giỏi cưỡi ngựa.
Năm 206 TCN, Lưu Bang được phong làm Hán vương, Đinh Lễ cùng Đinh Nghĩa được thăng chức Kỵ tướng (chỉ huy 200 kỵ binh).
Năm 205 TCN, Đinh Lễ tham gia bình định Tam Tần, lập công lớn, phong tước Chính Phụng hầu (正奉侯), thăng chức đô úy (chỉ huy 5.000 kỵ binh). Cùng năm, Đinh Lễ được điều phối dưới trướng Quán Anh, theo Đại tướng quân Hàn Tín đánh Trung Nguyên.
Năm 203 TCN, Hàn Tín tấn công nước Tề, đại phá quân Sở do Hạng Tha, Long Thư chỉ huy. Đinh Lễ chỉ huy kỵ quân xung phong chém được Long Thư, quy công về cho Quán Anh, Đinh Phục.
Năm 201 TCN, Đinh Lễ thụ phong Lạc Thành hầu (樂成侯), thực ấp 1.000 hộ. Hầu quốc thuộc huyện Lạc Thành, quận Nam Dương.
Năm 176 TCN, Đinh Lễ chết bệnh, thụy Tiết hầu. Con trai Đinh Mã Tùng tập tước.

## Hậu duệ
- Đinh Mã Tùng (丁馬從; ? - 158), con trai của Đinh Lễ. Năm 175 TCN, tập tước Lạc Thành hầu. Năm 158 TCN, chết, thụy Di hầu.[2]
- Đinh Ngô Khách[2] (丁吾客; ? - 116) hay Đinh Khách (丁客)[2], con trai của Đinh Mã Tùng. Năm 157 TCN, tập tước Lạc Thành hầu. Năm 116 TCN, chết, thụy Thức hầu.[2]
- Đinh Nghĩa (丁義; ? - 112), con trai của Đinh Ngô Khách. Năm 115 TCN, tập tước Lạc Thành hầu, từng tiến cử phương sĩ Loan Đại cho Hán Vũ Đế. Năm 112 TCN, Hán Vũ Đế phát hiện Loan Đại không linh, hạ lệnh xử chém.[5][6] Đinh Nghĩa là người tiến cử cũng bị phán tội "bất đạo", chặt đầu bỏ chợ, hủy phong quốc.[2][7]